# Big Moe
Kenneth Moore (20 de agosto de 1974 - 14 de outubro de 2007), mais conhecido pelo seu nome artístico Big Moe, foi um rapper estadunidense. Ele é reconhecido como o criador de um estilo diferente de Houston, chamado "rapsinging". Suas músicas tratavam do uso livre de drogas e do purple drank. Moore foi um dos membros originais do Screwed Up Click, participando de algumas das mixtapes do DJ Screw.
Faleceu em 14 de outubro de 2007 vítima de parada cardíaca, após uma semana em coma. Indícios comprovam uma possível overdose de codeína.

## Discografia

### Álbuns de estúdio
- 2000: City of Syrup
- 2002: Purple World
- 2003: Moe Life
- 2004: Classics: Vol. 1
- 2007: The Best of Big Moe
- 2007: Forever Moe
- 2008: Unfinished Business

### Mixtapes
- 2009: Still Sippin' wit Moe